# Булдаков, Николай Михайлович
Николай Михайлович Булдаков (1802—1849) — русский государственный деятель, симбирский губернатор, действительный статский советник.

## Биография
Родился в 1802 году. Происходил из купцов Великого Устюга. Был единственным сыном Михаила Матвеевича Булдакова, директора Российско-Американской компании, который в 1828 году получил потомственное дворянство. Мать — дочь мореплавателя Г. И. Шелихова, Авдотья (Евдокия) Григорьевна.
Окончил Императорский Московский университет, где обучался у профессора И. А. Гейма. Затем служил последовательно по нескольким ведомствам — иностранных дел, финансов и в МВД. 
В 1843 году назначен на должность симбирского гражданского губернатора.
После назначения губернатором получал отличия и благодарности по службе, в том числе от самого императора. 23 марта 1847 года получил орден Святого Станислава 1-й степени.
С 12 ноября 1848 года болел и 9 (21) января 1849 года скончался. Похоронен на кладбище Симбирского Покровского мужского монастыря.

### Семья
Был дважды женат. От обоих браков имел детей.
Первая жена — сестра С. А. Кокошкина, Варвара Александровна, ранее состоявшая в замужестве за П. А. Клейнмихелем. Вторая — Анна Ивановна Коробкова (1814—1854?), вдова, также ранее состоявшая в другом браке и имевшая от него детей.

## Факты
- Был знаком с родителями А. С. Пушкина и встречался с ним самим, так как они оба состояли в Английском клубе в Петербурге.
- Был, по свидетельству П. В. Анненкова, каким-то образом причастен к делу сосланного в 1823 году за отзыв на пушкинскую «Вольность» С. Д. Полторацкого.
- Пытался добиться осуждения серийного растлителя крепостных девушек В. Ф. Баюшева, но в результате последний лишь подвергся общественному осуждению и получил запрет на владение крепостными.
- Принял деятельное участие в увековечивании (памятник и библиотека) Н. М. Карамзина в Симбирске.